# 19701 Aomori
19701 Aomori este un asteroid din centura principală de asteroizi.

## Descriere
19701 Aomori este un asteroid din centura principală de asteroizi. A fost descoperit pe 29 septembrie 1999 la Stația Anderson Mesa în cadrul programului LONEOS. Asteroidul prezintă o orbită caracterizată de o semiaxă mare de 2,64 ua, o excentricitate de 0,04 și o înclinație de 21,0° în raport cu ecliptica.